# Sebastian Abesser (Theologe)
Sebastian Abesser (* 21. Juni 1581 in Rohr; † 26. August 1638 in Suhl) war ein deutscher evangelischer Theologe. Von 1620 bis 1638 war er Superintendent in Suhl.

## Leben
Abesser stammte aus der Grafschaft Henneberg. Er war der Sohn des Waldmeisters und Schultheißen in Rohr Anton Abesser und dessen Frau Catharina (geb. Strang). 1594 besuchte er die Schule in Meiningen und 1597 die hennebergische Landesschule in Schleusingen. Im Sommersemester 1605 immatrikulierte er sich an der Universität Leipzig und verdiente seinen Lebensunterhalt während des Studiums als Hauslehrer der Kinder des Leipziger Buchhändlers Thomas Schürer (* 1. März 1563 in Halberstadt; † 13. August 1615 in Leipzig).
An der Leipziger Hochschule erwarb er am 29. April 1606 das philosophische Baccalaurat und wurde am 20. Januar 1608 Magister der philosophischen Wissenschaften. In Leipzig verfolgte er des Weiteren theologische Studien, wozu er sich im disputieren und predigen übte. 1610 erhielt er einen Ruf als Diakon nach Schleusingen. Nachdem er am 4. April in Meiningen ordiniert wurde, trat er dieses Amt an und stieg noch im selben Jahr im Oktober zum Archidiakon auf.
Dieses Amt übte er zehn Jahre aus, bis er 1620 zum Superintendenten in der benachbarten Amtsstadt Suhl befördert wurde und 1632 die Stelle eines Konsistorialassessors übernahm. Als solcher führte er die Gemeinde der Hauptkirche St. Marien in Suhl über die schlimmen Kriegsjahre und erlebte Plünderungen, beziehungsweise Brandschatzungen, der Stadt und der umliegenden Orte. Anlässlich der Beerdigung von Sebastian Abesser am 29. Juni 1638 in der Marienkirche in Suhl, erschien 1638 eine Leichenpredigt von Georg Ernst Schade (1588–1647) im Druck.

## Familie

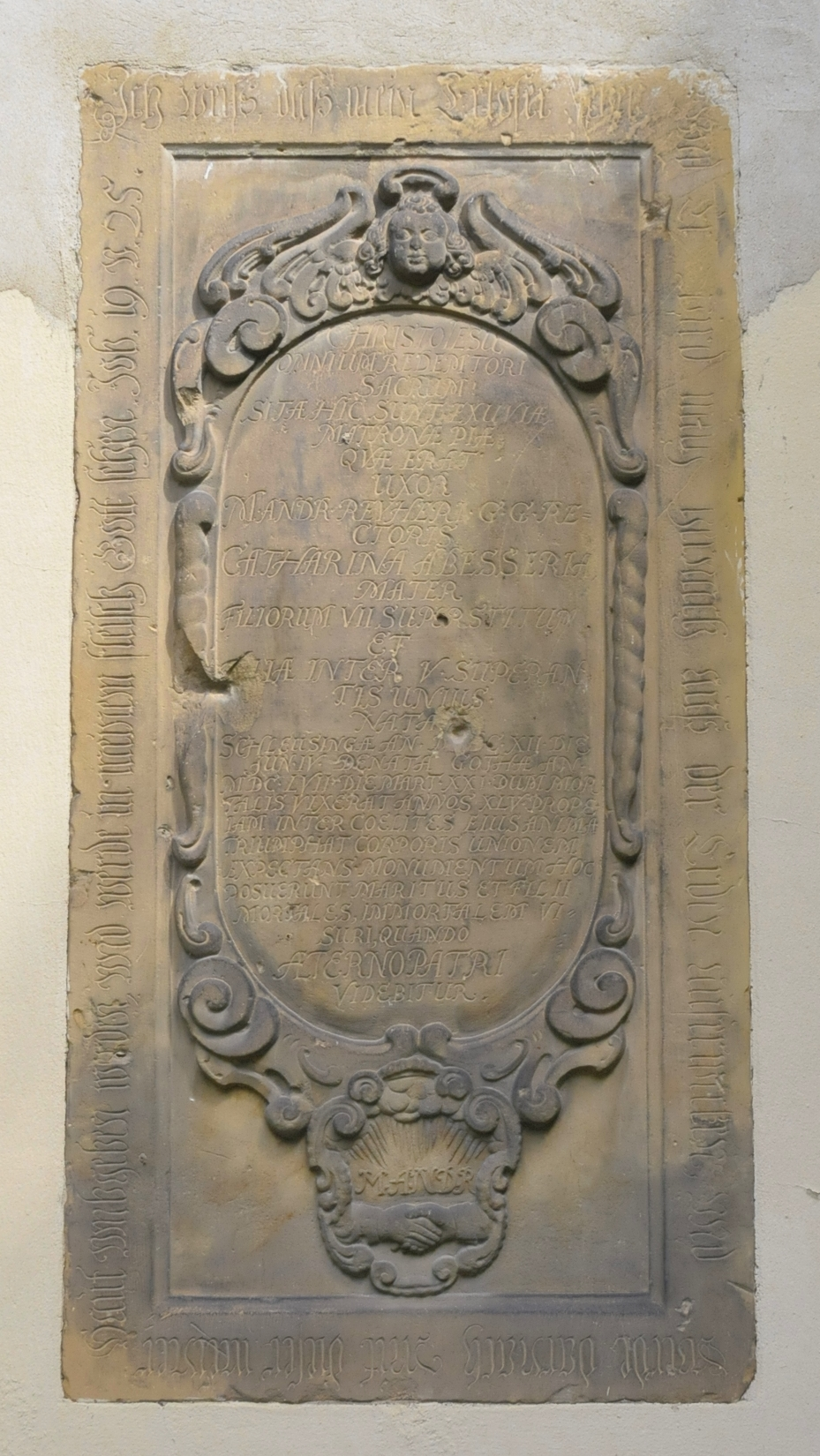
Grabplatte von Katharina Abesser auf dem Hauptfriedhof Gotha

Abesser hatte sich am 14. November 1611 in Schleusingen mit Margaretha Zehner (* 14. November 1590 in Suhl; † 5. Juli 1634 ebd.), der Tochter des Superintendenten Joachim Zehner aus Schleusingen verheiratet. Aus der Ehe stammen vier Söhne und drei Töchter. Ein Sohn und zwei Töchter verstarben in ihrer frühen Jugend. Von den Kindern kennt man:
1. To. Katharina Abesser (* 4. Juni 1612 in Schleusingen; † 21. März 1657 in Gotha) heiratete am 6. Mai 1633 den Pädagogen Andreas Reyher. Aus dieser Ehe ging der spätere Professor Samuel Reyher in Kiel hervor.
2. So. Sigismundus Abesser (* 1. Februar 1615 in Schleusingen; † 2. September 1676 Königsberg/Bayern) wurde Superintendent in Königsberg in Bayern. Seine Grabplatte hat sich bis heute erhalten.
3. So. Samuel Abesser (* 7. Oktober 1617 in Schleusingen; † 29. September 1656 in Gotha) wurde fürstlich-sächsischer Kanzleiverwalter in Gotha
4. So. Sebastian Abesser (* 1625 in Suhl; † 1686 Benshausen) war über dreißig Jahre Pfarrer in Benshausen und Ebertshausen.